# Henri Pranzini
Henri Pranzini (Alexandria, 1857 — Paris, 31 de agosto de 1887) foi um aventureiro francês, condenado por um triplo assassinato, cometido em 17 de março de 1887 em Paris, o que levou a Pranzini ser condenado a morte na Guilhotina. 
O caso do "triplo assassinato da Rue Montaigne", que acabará por levar à execução de Pranzini, ocupa a mídia francesa mais lida na época por mais de um mês . 
O caso despertou o interesse da jovem Teresa Martin, a futura Santa Teresa de Lisieux que, antes de entrar no Carmelo, desafiou a obter pela oração a conversão de Pranzini antes de sua execução para livrá-lo do fogo eterno do inferno. 

## Biografia
Filho de imigrantes italianos estabelecidos no Egito, Henri Pranzini nasceu em Alexandria, filho de um pai empregado nos arquivos dos Correios e uma mãe florista. Depois de bons estudos, ele se torna funcionário do Posto Egípcio. Designado como intérprete em navios de cruzeiro navegando pelo Mediterrâneo, ele freqüentou cassinos e conheceu muitas mulheres. Quando o Correio egípcio descobre que ele abre a correspondência e rouba dinheiro, ele é demitido. Henri Pranzini torna-se aventureiro, entra no exército indiano e participa da guerra no Afeganistão, antes de oferecer um tempo aos seus serviços aos russos.
Em 1884, alistou-se no exército britânico e participou, como principal intérprete, ele sabia oito idiomas.
Ele chegou a Paris em 1886, onde trabalhou como tradutor e empregado de uma casa que tratava de alterações nas pinturas e outras mais problemáticas: tudo sugere que ele então também lucrava como cafetão ou "gigolô", muitas vezes pagando a ele, e dificilmente explicável de outra forma, algumas somas de dinheiro.

### O "Triplo assassinato de Rue Montaigne"

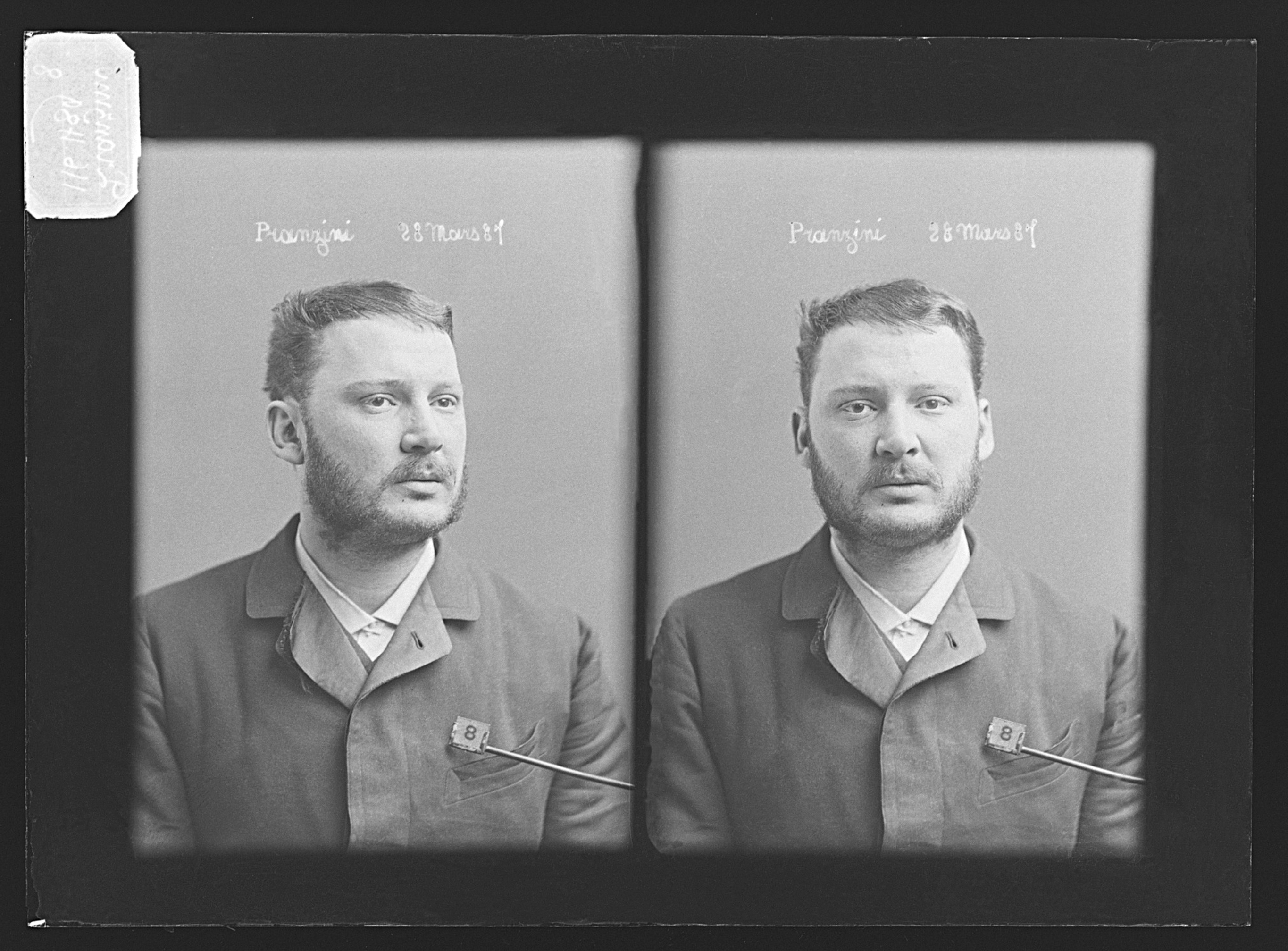
Foto antropométrica de Henri Pranzini.

Um triplo assassinato é cometido em Paris, no terceiro andar no17 da avenida Montaigne, em 17 de março de 1887 no povo de Claudine-Marie Regnault, uma "cortesã" conhecida como Régine de Montille, de quarenta anos, sua empregada Annette Grémeret, de trinta e oito anos, e a garota Marie-Louise. Juliette Toulouze, a cozinheira, desce, como de costume às sete horas da manhã, do quarto de sua empregadado sexto, para ir a sua amante. Ela quer entrar no apartamento pela escada de serviço, mas a corrente de segurança ainda está no lugar e, embora bata na porta, a empregada não responde. Alertado, o comissário do bairro vai ao local com dois policiais, um médico e um serralheiro. Os homens descobrem as três mulheres massacradas e decapitadas. A menina tem os dedos da mão direita cortados e tem cinco lacerações no pulso. No tapete do salão, em uma poça de sangue coagulado, a marca do pé de um homem apareceu claramente. Móvel parece ser o voo: depois de tentar forçar a fechadura do cofre, sem sucesso, o assassino roubou joias de Montille e de 150.000 a 200.000 francos em diamantes e valores mobiliários.

Os primeiros elementos da investigação colocaram a polícia na pista de um Gaston Gessler chamado, cujo relatório, transmitido por toda a França, é: "tamanho médio, de trinta a trinta e cinco anos, magro, bigode preto, amarela, sobretudo de pano escuro,

As vítimas de Pranzini. Fotos tiradas no necrotério.
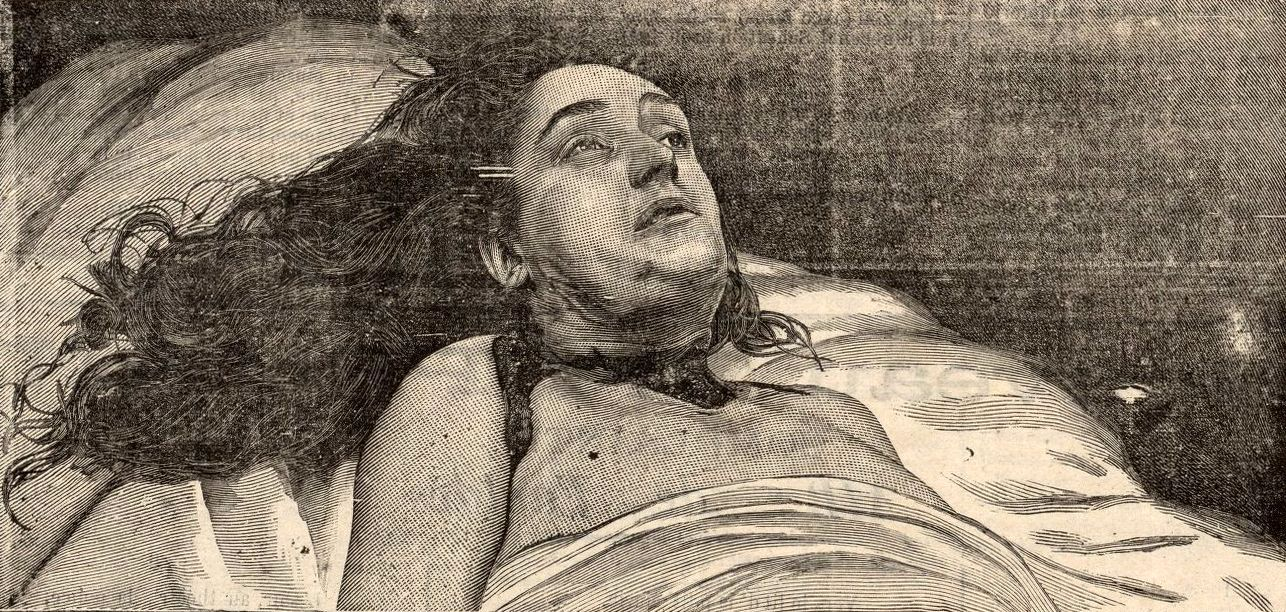
Marie Regnault de 40 anos.
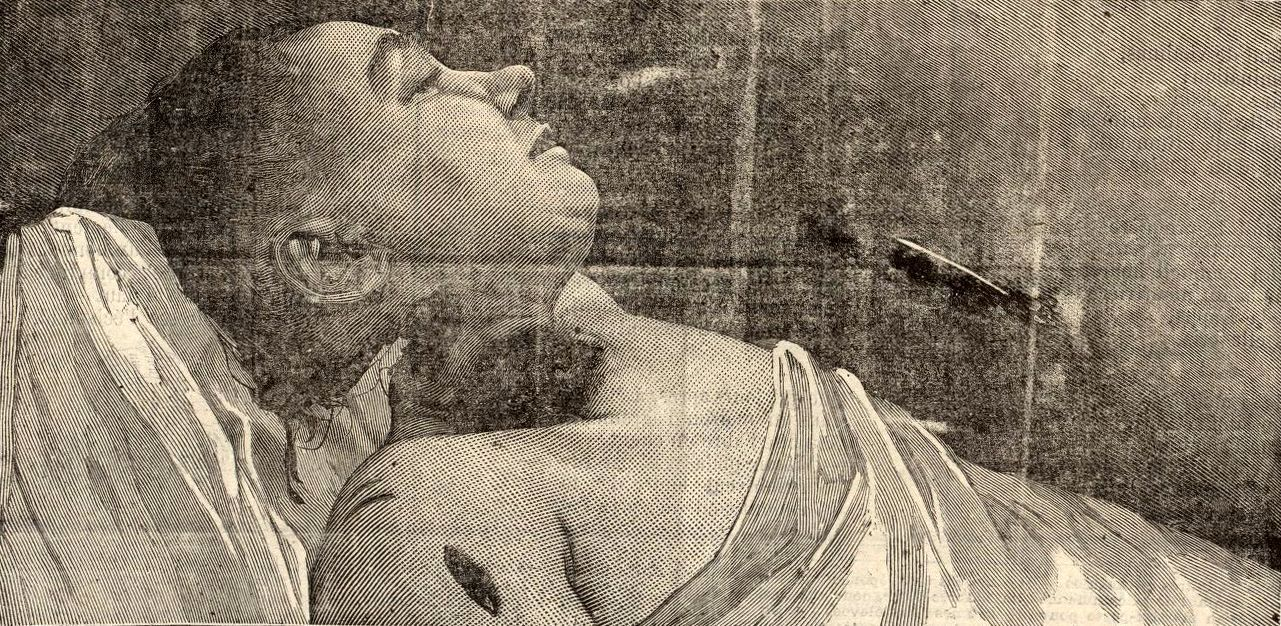
Annette Gremeret, 38 anos.
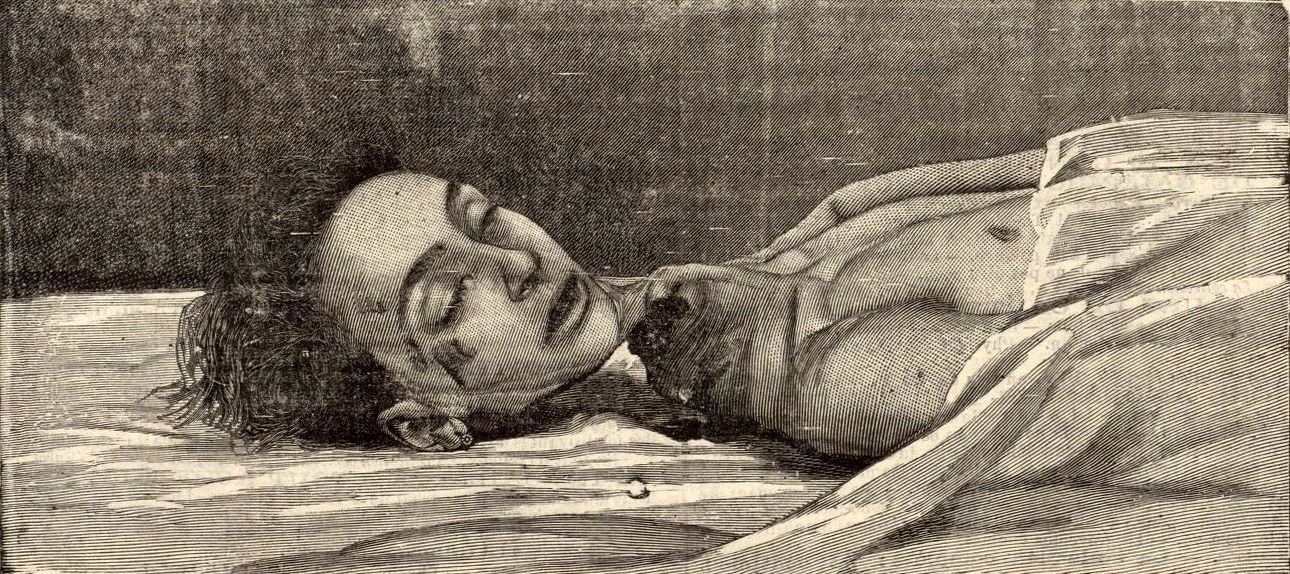
Marie-Louise, filha de Annette Gremeret

A polícia procura Gessler em toda a Europa. Em 21 de março, um certo Henri Pranzini freqüentou o bordel Chez Aline na 2 rue Ventomagy, em Marselha. Ele paga seus passes com pedras preciosas e um relógio. As prostitutas alertam sua senhora mãe, a sra. Aline, que teme ser acusada de receber bens roubados, tanto que denuncia Pranzini na delegacia de Marselha. A polícia tem a lista de jóias roubadas, enviada por Paris. Madame Aline, tendo aumentado o número do cocheiro que esperava seu cliente, a polícia encontra Pranzini, que é preso no mesmo dia no Grand Theatre. Seu corpo não combina com a descrição do homem procurado, não mais que seu nome é Gessler, mas ele também é ferido nas mãos. Pranzini realmente estava em Paris quando as mortes ocorreram .

### Pranzini e Teresa de Lisieux

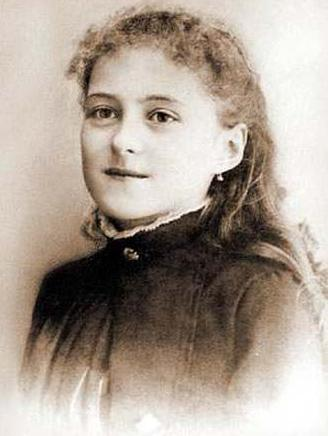
Teresa de Lisieux, fotografada em 1886. O caso Pranzini acontece um ano depois, quando ela tinha quatorze anos.

A memória de Pranzini está associada com a de Teresa de Lisieux que, antes de entrar no Carmelo, orar, na esperança de sua conversão antes de sua execução, e por que esta experiência irá determinar.

Trecho do manuscrito autobiográfico de Santa Teresa de Lisieux:
"Para excitar meu zelo, o bom Deus me mostrou que ele tinha meus desejos por prazer. Ouvi falar de um grande criminoso que acabara de ser condenado à morte por crimes horríveis; tudo nos levou a acreditar que ele morreria por impenitência. Eu queria a todo custo impedir que caísse no inferno; para alcançá-lo, usei todos os meios imagináveis: sentindo que por mim mesmo não podia fazer nada, ofereci a Deus todo o infinitos méritos de Nosso Senhor, os tesouros da Santa Igreja, finalmente implorei a Céline que dissesse uma missa em minhas intenções, não ousando perguntar a ela mesma com medo de ser obrigada a confessar que era para Pranzini, o grande criminoso. Também não queria contar à Céline, mas ela me deu perguntas tão ternas e urgentes que eu lhe contei meu segredo; longe de tirar sarro de mim, ela me pediu para me ajudar a converter meu pecador, aceitei com gratidão, pois gostaria que todas as criaturas se unissem comigo para implorar a graça dos culpados. Senti nas profundezas do meu coração a certeza de que nossos desejos seriam satisfeitos, mas, a fim de me dar coragem para continuar orando pelos pecadores, disse a Deus que tinha muita certeza de que Ele perdoaria o pobre e pobre Pranzini, que eu acreditaria nele, mesmo que ele não confessasse e não desse sinais de arrependimento, confiei tanto na infinita misericórdia de Jesus, mas pedi a ele apenas "um sinal" de arrependimento por minha mera consolação ... Minha oração foi respondida à carta! Apesar da defesa de papai de não ler nenhum jornal, não achei que desobedecesse ao ler as passagens sobre Pranzini. No dia seguinte à sua execução, encontro em minhas mãos o jornal: "La Croix". Abro ansiosamente e o que vejo? ... Ah! minhas lágrimas traíram minha emoção, e fui obrigado a me esconder.Pranzini não confessou, ele subiu no cadafalso e se preparava para passar a cabeça no buraco sombrio, quando de repente, tomado por um De repente, ele se vira, pega um crucifixo apresentado a ele pelo padre e beija suas feridas sagradas três vezes! "A cruz". Abro ansiosamente e o que vejo? ... Ah! minhas lágrimas traíram minha emoção, e fui obrigado a me esconder. Então sua alma foi receber a sentença misericordiosa daquele que declara que no céu haverá mais alegria para um pecador que faz penitência do que para 99 homens justos que não precisam de penitência! ... ".